# Prism 200c
Prism 200c − urządzenie radarowe (następca Prism 200) opracowane przez brytyjską firmę Cambridge Consultants. Urządzenie służy do obserwacji i śledzenia osób wewnątrz pomieszczeń. Do detekcji ludzi wykorzystuje fale radiowe i jest sterowane z palmtopa. Urządzenie mieści się w specjalnym plecaku i może być obsługiwane przez jedną osobę.
Prism 200c jest używane przez wojsko, agencje ochrony i służby specjalne na całym świecie. Dzięki najnowszej technologii Cambridge Consultants wykorzystuje zaawansowane oprogramowanie do oceny położenia i przemieszczania się osób w pomieszczeniach i budynkach, z drugiej strony muru. Pozwala również na prowadzenie obserwacji w trzech wymiarach.
W stosunku do pierwotnego modelu jest lepiej zabezpieczony przed działaniem szkodliwych czynników zewnętrznych, takich jak kurz i woda, a działanie wydłużono do ośmiu godzin.